# Lopušné Pažite
Lopušné Pažite este o comună slovacă, aflată în districtul Kysucké Nové Mesto din regiunea Žilina. Localitatea se află la altitudinea de 426 m deasupra n.m., se întinde pe o suprafață de 4,27 km2 și în 2017 număra 452 de locuitori.

## Istoric
Localitatea Lopušné Pažite este atestată documentar din 1598.

## Demografie
| An:                | 1994 | 2004   | 2014   | 2024   |
| ------------------ | ---- | ------ | ------ | ------ |
| Număr de persoane: | 438  | 452    | 468    | 436    |
| Diferență:         |      | +3,19% | +3,53% | −6,83% |

| An:                | 2023 | 2024   |
| ------------------ | ---- | ------ |
| Număr de persoane: | 439  | 436    |
| Diferență:         |      | −0,68% |